# Christopher Sullivan
Christopher Sullivan (San José, Kalifornia, 1965. április 18. –) volt amerikai válogatott labdarúgó.

## Góljai az amerikai válogatottban
| #  | Dátum             | Ellenfél      | Eredmény | Kiírás              | Esemény |
| -- | ----------------- | ------------- | -------- | ------------------- | ------- |
| 1. | 1990. február 13. | Bermuda       | 1 – 0    | barátságos mérkőzés | 53'     |
| 2. | 1990. május 9.    | Lengyelország | 3 – 1    | barátságos mérkőzés | 74' 78' |